# Katō Tomosaburō
Katō Tomosaburō est un nom japonais traditionnel ; le nom de famille (ou le nom d'école), Katō, précède donc le prénom (ou le nom d'artiste).
Katō Tomosaburō, 1er vicomte Katō (加藤 友三郎), né le 22 février 1861 au domaine de Hiroshima et mort d'un cancer du côlon à l'âge de 62 ans le 24 août 1923 à Tokyo, est un amiral de la marine impériale japonaise qui devient homme d'État et est le 21e premier ministre du Japon du 12 juin 1922 à sa mort le 24 août 1923.

## Biographie
Né au domaine de Hiroshima dans la province d'Aki (actuelle préfecture de Hiroshima), Katō est issu d'une famille samouraï. Membre de la 7e classe de l'académie navale impériale du Japon, il se spécialise dans l'artillerie navale et la navigation et finit second sur les 30 élèves.

## Carrière militaire
Devenu lieutenant, Katō est affecté sur la corvette Tsukuba en 1887 puis sur le croiseur Takachiho (en). Durant la guerre sino-japonaise (1894-1895), il sert au combat comme officier d'artillerie sur le croiseur Yoshino. Après la fin du conflit, il occupe différents postes à l'état-major de la marine impériale japonaise avant d'être promu capitaine de frégate. Il est commandant en second sur le cuirassé Yashima (en) puis capitaine de la canonnière Tsukuchi. Il est promu contre-amiral le 1er septembre 1904.
Durant la guerre russo-japonaise, Katō est le chef de l'état-major de l'amiral Tōgō Heihachirō sur le cuirassé Mikasa, assistant de la victoire japonaise à la bataille de Tsushima. Il souffre pendant cette période de maux d'estomac et de vomissement tout en rendant ses ordres pendant les batailles, bien qu'il prenait beaucoup de médicaments.
Katō devient vice-ministre de la Marine en 1906 et est promu vice-amiral le 28 août 1908. En 1909, il est nommé commandant du district naval de Kure et devient commandant en chef de la flotte combinée en 1913.
Katō devient ministre de la Marine en août 1915, quelques jours avant sa promotion au rang d'amiral le 28 août 1915. Il occupe le poste de ministre dans les gouvernements d'Ōkuma Shigenobu, de Terauchi Masatake, de Hara Takashi et de Takahashi Korekiyo. Durant les gouvernements Hara et Takahashi, Katō est délégué plénipotentiaire en chef du Japon lors de la conférence navale de Washington et il travaille avec l'ambassadeur Kijūrō Shidehara dans les négociations qui mènent au traité des Cinq puissances.

## En tant que premier ministre
À son retour au Japon, Katō est nommé 21e premier ministre du Japon en reconnaissance de ses résultats à la conférence navale de Washington. Son gouvernement est composé principalement de bureaucrates et de membres de la chambre des pairs et s'avère vite impopulaire auprès de l'armée impériale japonaise. Durant son mandat, Katō applique les termes de l'accord naval de Washington, retire les forces japonaises du Shandong en Chine et met fin à la participation du Japon dans l'intervention en Sibérie. Katō souffre cependant d'un cancer du colon en phase terminale et meurt un peu plus d'an après sa nomination.
Katō reçoit le rang honorifique d'amiral de la flotte le lendemain de sa mort, et est décoré à titre posthume du Grand Cordon de l'ordre du Chrysanthème, ainsi que du titre de vicomte (shishaku).
Sa mort suit de peu le grand séisme de Kantō de 1923 et le Japon reste un moment sans premier ministre.
La tombe de Katō se trouve au cimetière d'Aoyama à Tokyo.

## Distinctions
- Ordre du Milan d'or (2e classe)
- Ordre du Trésor sacré (1re classe)
- Ordre du Soleil levant (1re classe)
- Ordre des fleurs de paulownia
- Ordre du Chrysanthème